# 神奈川臨海鐵道
神奈川臨海鐵道株式會社（日语：／）是一家總部位於神奈川縣川崎市川崎區的貨運鐵路公司。公司由日本貨物鐵道（JR貨物）等公司出資而成的臨海鐵道公司。

## 概要
神奈川臨海鐵道是在1963年成立，當時以東海道貨物線的鹽濱操站（現時：川崎貨運站）作為據點，向川崎市的臨海區間建設貨運鐵路線連接當地的企業，以進行貨物運輸業務。當時由JR貨物（當時為國鐵）和沿線自治體和企業出資成立了一間以第三部門方式經營的臨海鐵道公司。該臨海鐵道公司是繼京葉臨海鐵道後第二間公司。
在川崎市內的千鳥線和浮島線中的車站主要處理化工產品和石油產品等車載貨物。在橫濱市內的本牧線中的車站主要處理20呎、40呎的貨櫃。在1995年起，公司開始運送載有一般廢物的列車「清潔川崎號」，該列車從JR武藏野線梶谷貨運站運送往浮島線末廣町站。曾經公司設有水江線，後來由於連接該線的專用線廢止，在路線末期沒有業務。
在公司啟用當初，為了於本公司上設有運輸業務外，也會在JR貨物的貨物車站中被委托負責車站業務。當中包括於川崎貨運站、根岸站、濱川崎站、梶谷貨運站、八王子綜合鐵道部、橫濱羽澤站和相模貨運站的站內進行調度作業，以及在新鶴見信號場、新鶴見機關區、新鶴見機關區川崎派出、川崎車輛所和川崎車輛所鹽濱派出進行貨車檢査等部分業務工作。
除了鐵路業，公司也有其他業務，包括倉庫業與租賃大廈的業務。公司旗下也有一間陸路運輸公司神奈川臨海通運。

## 歷史
- 1963年（昭和38年）
  - 6月1日 - 公司成立。總部在川崎區榎町22番地。
  - 10月19日 - 取得地方鐵道許可。
- 1964年（昭和39年）
  - 3月25日 - 國鐵鹽濱操站啟用。同時水江線、千鳥線、浮島線開業。當初上述路線連接11間現存專用線。另外味之素株式會社川崎工場惠用線（同日連接鹽濱操站的國鐵線）開始運作。公司開始被委托負責國鐵鹽濱操站的業務。
  - 3月26日 - 3條新專用線連接神奈川臨海鐵道路線。
  - 11月10日 - 日本鋼管株式會社（日语：日本鋼管）京濱製鐵所（日语：JFEスチール東日本製鉄所）專用鐵道鹽池線（連接連接鹽濱操站的國鐵線）開始運作。
  - 12月25日 - 總部遷移至川崎區站前本町1番3號。
- 1965年（昭和40年）
  - 2月26日 - 神奈川臨海通運株式會社成立。
  - 7月1日 - 公司開始被委托負責國鐵山下埠頭站和橫濱市營公共臨港線的業務。
- 1967年（昭和42年）11月15日 - 倉庫開始營業。當初只營業開放式貨運倉庫。
- 1968年（昭和43年）8月23日 - 本牧線取得地方鐵道許可。
- 1969年（昭和44年）
  - 7月1日 - 運費（與國鐵線的聯絡運輸）由合併制變為通算制。引入擬制公里[4]。
  - 8月10日 - 公司擁有的鹽濱倉庫竣工。公司開始經營倉庫業。
  - 10月1日 - 本牧線開業。
- 1970年（昭和45年）
  - 5月1日 - 在本牧埠頭站開始設有貨物暫管設施。
  - 6月5日 - 總部遷移至川崎區砂子一丁目8番1號。
- 1973年（昭和48年）9月1日 - 株式會社神奈川臨海鐵道旅遊成立（在1989年5月25日改公司名為株式會社臨海旅遊）。
- 1975年（昭和50年）8月4日 - 神奈川臨海鐵道勞動組合成立（同年9月7日神奈川臨海鐵道職員協議會成立，1979年7月28日兩者合併成為神奈川臨海鐵道職員組合）[5]。
- 1979年（昭和54年）10月1日 - 日本鋼管株式會社京濱製鐵所（川崎區池上町、水江町）專用線的連接車站變更為水江町站。鹽池線暫停服務（1981年11月27日廢止[6]）。從奧多摩站、大叶站出發前往該製鐵所的石灰石運送列車改經水江線。
- 1986年（昭和61年）
  - 11月1日 - 國鐵鹽濱操站內的編組場作業廢止。車輛調度等車站業務激減。
  - 12月12日 - 從國鐵購入蒸氣機車C56 139號機作為保存之用[7]。
- 1987年（昭和62年）
  - 2月28日 - 舊·山下埠頭站（1986年11月1日車站廢止，以後變為東高島站站外側線）廢止。
  - 4月6日 - 本牧操站的進口麥芽裝載設備完成。成為了國鐵山下埠頭站廢止替代設施。同時開始向麒麟啤酒株式會社運送麥芽[8]。
- 1988年（昭和63年）3月13日 - 日本鋼管株式會社京濱製鐵所專用線廢止。在廢止石灰石運送後，運送量激減。
- 1989年（平成元年）
  - 4月26日 - 開始於本牧操站處理20呎貨櫃。
  - 12月31日 - 最後連接水江線的科斯莫石油株式會社川崎油槽所專用線廢止。
- 1990年（平成2年）3月10日 - 鹽濱操站改名為川崎貨運站，本牧操站改名為橫濱本牧站。
- 1995年（平成7年）10月6日 - 開設運送一般廢物列車，從梶谷貨運站出發前往末廣町站。
- 1997年（平成9年）3月31日 - 味之素株式會社川崎事業所專用線廢止。
- 1998年（平成10年）
  - 2月1日 - 從橫濱本牧站出發的麥芽運送業務廢止[9]。
  - 3月23日 - 開始於橫濱本牧站處理40呎貨櫃。
  - 12月22日 - DD5517號機完成檢査，為公司首次自行為機車進行全面檢查。
- 2000年（平成12年）
  - 2月1日 - 橫濱本牧站內設置關稅儲物場（日语：保税地域）。成為日本內首座鐵路站設有該設備。
  - 4月1日 - 神奈川臨海通運株式會社接管倉庫，直營化。
- 2002年（平成14年）8月1日 - 公司開設網站[10]。
- 2005年（平成17年）8月 - 來自本牧線開業以來連接國際埠頭株式會社專用線的運送工業鹽業務廢止。橫濱本牧站的站外側線暫停使用。
- 2013年（平成25年）6月 - 暫停使用的國際埠頭株式會社專用線，由於橫濱港臨港道路南本牧埠頭本牧線進行高架工程而撤走[11]。
- 2017年（平成29年）9月30日 - 水江線廢止[12]。
- 2018年（平成30年）12月31日 - 相關公司 株式會社臨海旅遊解散[13]。

## 路線
| 中文線名 | 日文線名 | 起點     | 終點     | 距離（公里） |
| -------- | -------- | -------- | -------- | ------------ |
| 千鳥線   |          | 川崎貨物 | 千鳥町   | 4.2          |
| 浮島線   |          | 川崎貨物 | 浮島町   | 3.9          |
| 本牧線   |          | 根岸     | 本牧埠頭 | 5.6          |

本牧線為自社線，該線不能連接千鳥線、浮島線和已廢止的水江線。如要連接兩組路線，需要途經JR東日本的東海道貨物線、高島線和根岸線。

### 廢止路線
- 位於川崎市
  - 水江線（日语：神奈川臨海鉄道水江線） ：川崎貨運站 - 水江町站（日语：水江町駅） 2.6公里[14]

## 車輛

### 擁有車輛

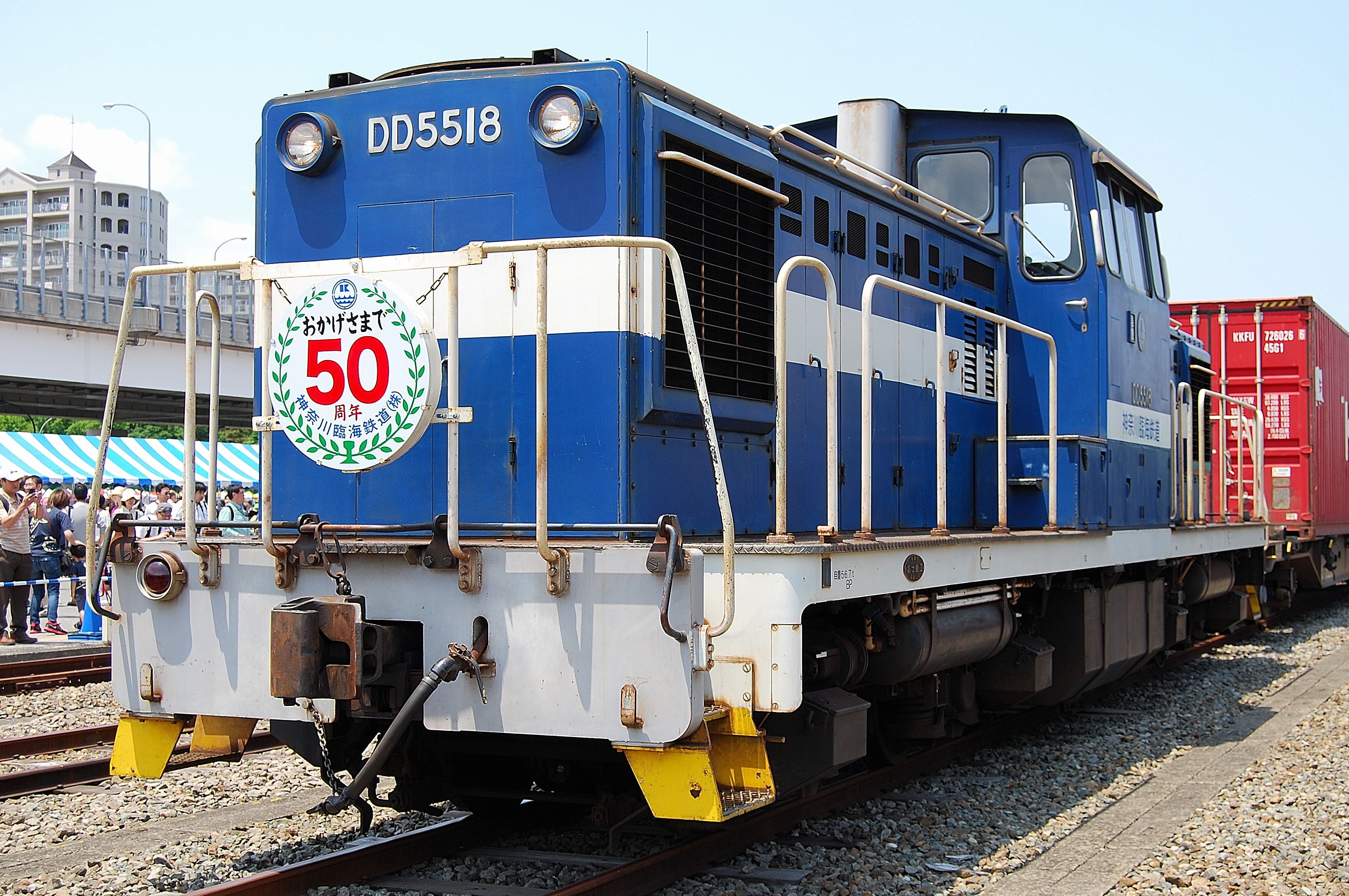
DD5518
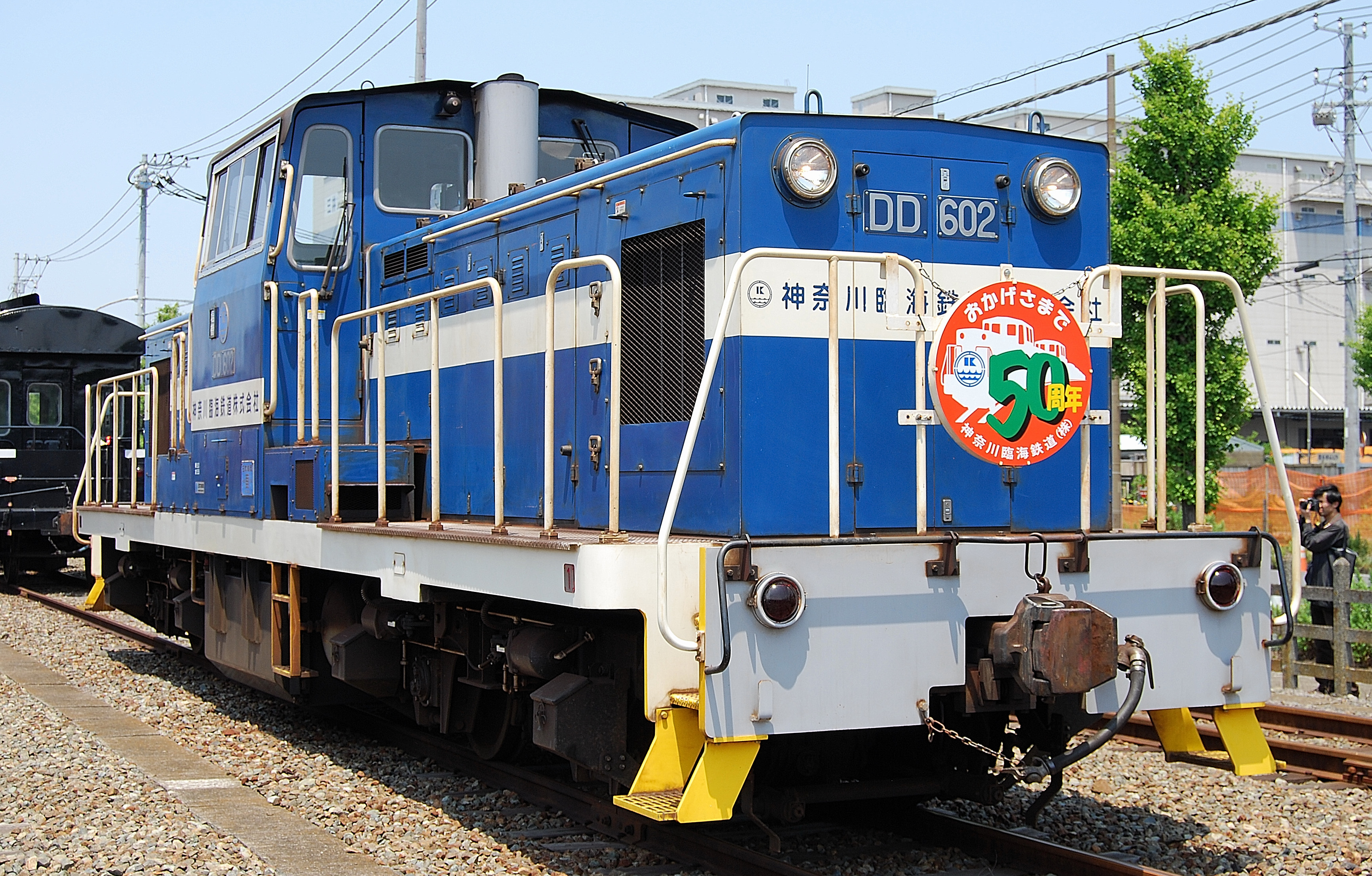
DD602

| 車隊編號 | 入籍          | 除籍           |
| -------- | ------------- | -------------- |
| DB15形   |               |                |
| DB151    | 1964年5月     | 1972年度       |
| DB25形   |               |                |
| DB251    | 1965年4月     | 1979年6月4日   |
| DD45形   |               |                |
| DD451    | 1963年10月    | 1985年4月1日   |
| DD452    | 1963年10月    | 1983年10月15日 |
| DD55形   |               |                |
| DD551    | 1963年10月    | 1986年11月1日  |
| DD5511   | 1963年10月    | 1977年9月12日  |
| DD552    | 1964年10月    | 1985年4月1日   |
| DD553    | 1965年9月     | 1987年3月1日   |
| DD554    | 1967年6月     | 1992年11月30日 |
| DD555    | 1967年12月    | 1992年11月30日 |
| DD556    | 1968年6月     | 1987年12月31日 |
| DD557    | 1969年10月    | 1989年3月31日  |
| DD558    | 1970年9月     | 1994年3月30日  |
| DD559    | 1972年4月     | 2002年3月31日  |
| DD5510   | 1973年11月    | 2002年3月31日  |
| DD5512   | 1974年7月     | 2005年10月30日 |
| DD5513   | 1975年10月    | 2005年5月26日  |
| DD5514   | 1976年8月     |                |
| DD5515   | 1977年9月     | 2008年         |
| DD5516   | 1979年3月     |                |
| DD5517   | 1981年11月    |                |
| DD5518   | 1992年8月1日  |                |
| DD5519   | 1994年1月24日 |                |
| DD56形   |               |                |
| DD561    | 1965年7月     | 1983年10月15日 |
| DD60形   |               |                |
| DD601    | 2005年3月24日 |                |
| DD602    | 2006年8月14日 |                |
| DD603    | 2014年        |                |

在擁有車輛中，所有車輛都是柴油機車。自從開業以來所有新車均已經使用。截至2013年，公司設有2款車輛。
車身顏色方面，當初為紅棕色作為底色配以奶油色粗帶。在1992年新製的DD5518號機，改用新車身顏色，藍色作為底色配以奶油色粗帶。而現存車輛在進行全面檢查時也改為新塗裝。舊塗裝在2005年起不再使用。而DD60形與DD55形出現略為不內的塗裝，而DD55形也開始改用相同塗裝。
DB15形
在開業後購入了1架DB15形小型機車。2動軸，車輛淨重15公噸。使用10年後除籍。
DB25形
在開業翌年購入1架機車。2動軸，車輛淨重25公噸，引擎輸出180PS，由富士重工業製造。在末期停泊在國鐵山下埠頭站內，隨著業務量增加，於該站的作業由DD45形負責，此機車退役。
DD45形
在開業設有2架機車。4動軸 (B-B)，車輛淨重45公噸，引擎輸出600PS，由富士重工業製造。與1963年由富士重工業製造的小名濱臨港鐵道（在1967年公司改名為福島臨海鐵道）DD45形DD451號機（在1974年轉讓給近江鐵道）屬同一型號。在1980年代，國鐵的貨物縮小規模時退役。
DD55形
製造了19架的機車，成為主力車款。4動軸 (B-B)，車輛淨重55公噸，引擎輸出1,000 PS。機車與國鐵DD13型相近。其他臨海鐵道也有該型號的機車。DD551也是同一型號，但是機車規格明顯不同。DD551是由汽車製造製造，其餘17架由富士重工業製造。隨著公司初期引入的機車開始退役而引入此款機車。在1990年代，為了取代舊型機車，便把DD5518、DD5519 2架機車改裝直噴發動機。
- DD5511 - 在開業時購入，由東急車輛製造製造的試驗機車。引擎輸出1,250 PS。在使用14年後，被DD5515取替而退役。

DD56形
在山下埠頭站開業時，用作市營公共臨港線調度用的機車，該機車從橫濱市借入。機車與國鐵DD13形屬相同型號。4動軸 (B-B)，車輛淨重56公噸，引擎輸出1,000 PS。，由日本車輛製造製造。在本牧線開業時，機車在該處服務。DD452同時退役。
DD60形
為了取替DD55形初期車而引入的新型機車。4動軸 (B-B)，車輛淨重60公噸，引擎輸出1,120 PS，由日本車輛製造製造。現時公司有3架機車。
- DD5518
- DD602

### 轉讓車輛
在部分柴油機車退役後，便轉讓給其他鐵路公司：
- DD554 - 在1992年12月轉讓給真岡鐵道，同時改變編號為DD1355。該車輛負責作為「SL真岡（日语：SLもおか）」（1994年開始運輸）的輔助機車和回廠時使用。隨著前JR東日本的DE10 1535號機引入至真岡鐵道，DD554在2004年11月進行告別班次（日语：さよなら運転），隨後於真岡鐵道，同月拆毀[18]。
- DD555 - 在1992年12月轉讓給東急車輛製造橫濱製作所。以取代前國鐵DD11 9號機[19]。機車負責調渡車輛之用。在2008年退役。
- DD5515 - 用作取代上述DD555號機，在2008年8月轉讓給東急車輛製造橫濱製作所。

### 保存車輛
由於中央鐵道學園關校，在該處靜態保存的國鐵C56型蒸汽機車C56 139號機在1986年12月12日從國鐵購入。該機車放置在橫濱本牧站的機車庫內作靜態保存。當地志願者繼續對機車進行清潔和維護，以保持最佳狀態。雖然現時機車由私人保管，在2013年5月26日舉行神奈川臨海鐵道成立50周年活動中公開展出，當時由柴油機車牽引出場，並示範出煙，於上午和下行兩個時段於橫濱本牧站來回行走。

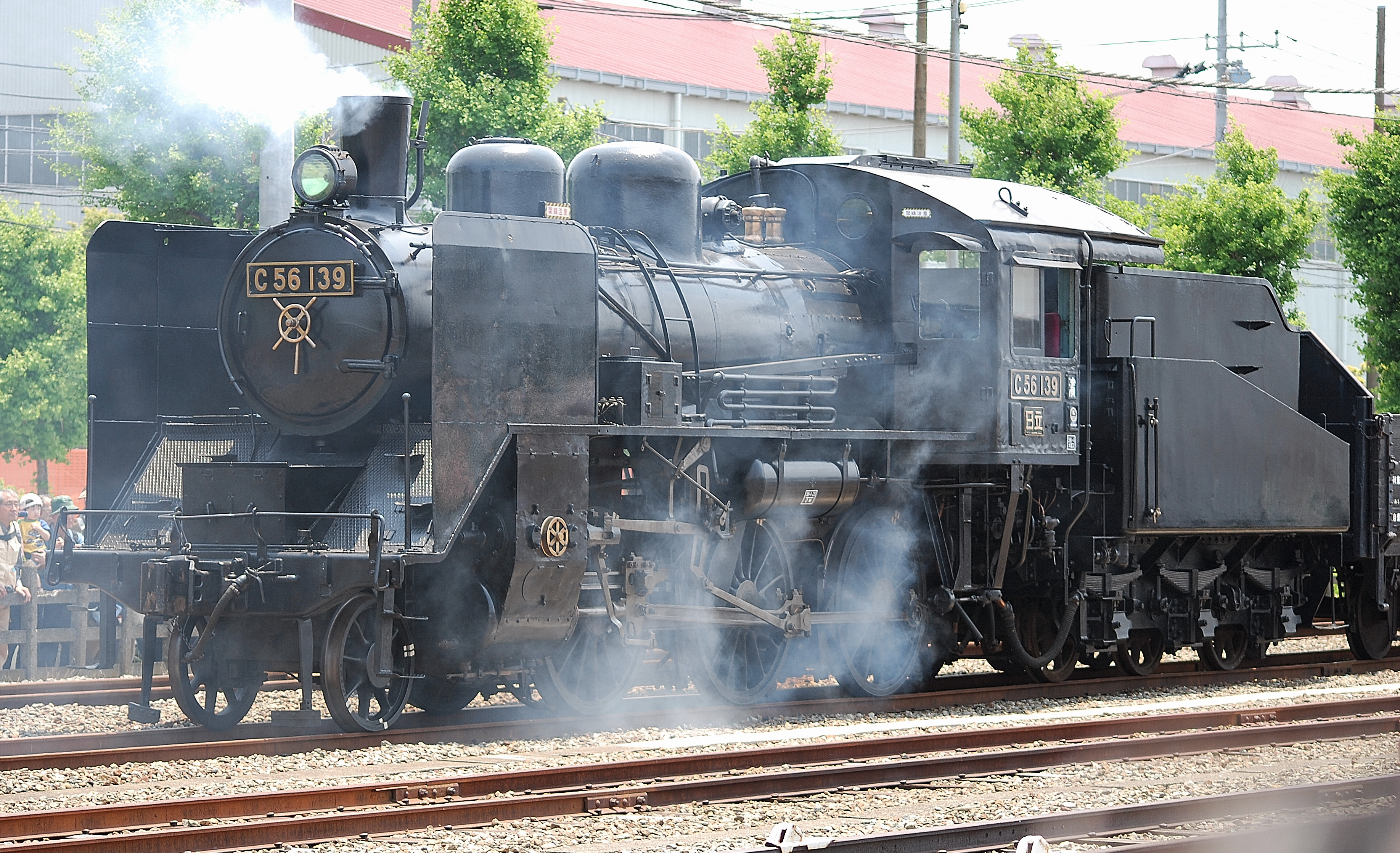
在神奈川臨海鐵道成立50周年活動中公開的C56 139號機，並示範出煙。圖中為柴油機車開始牽引前的照片。

## 車廠
包含在本牧線在內，所有柴油機車的所屬車廠都是於川崎貨運站內的鹽濱機關區（部分車輛外派至橫濱機關區）。在1998年起，機車不會在其他地方進行全面檢査，變為在公司車廠內進行。
關於全面檢査業務，委托了於鹽濱機關區附近森工業負責。

## 注腳
1. 1 2 3 4 5 6   (PDF). 神奈川臨海鉄道株式会社.   [2019-07-25]. （原始内容存档 (PDF)于2020-11-27） （日语）.
2. ↑  会社概要 （页面存档备份，存于）（日語） - 神奈川臨海鐵道
3. ↑  國土交通省鐵道局監修《鉄道要覧》平成30年度版，電氣車研究會，鐵道圖書刊行會
4. ↑  《神奈川臨海鉄道30年史》 p.24-25
5. ↑  《創業20年のあゆみ》 p.71
6. ↑  《創業20年のあゆみ》 p.21
7. 1 2  《神奈川臨海鉄道30年史》 p.176
8. ↑  《神奈川臨海鉄道30年史》 P.80-81
9. ↑  《創業40年を迎えて》 p.135
10. ↑  《創業40年を迎えて》 p.138
11. ↑  国土交通省関東地方整備局京浜港湾事務所 （页面存档备份，存于）（日語）
12. ↑  國土交通省鐵道局監修《鐵道要覧》平成29年度版，電氣車研究會、鐵道圖書刊行會，p.13
13. ↑  株式会社 リンカイツーリスト （页面存档备份，存于）（日語） - 2019年2月13日參閲
14. 1 2 3 4  國土交通省鐵道局監修《鉄道要覧》平成18年度版，電氣車研究會，鐵道圖書刊行會，p.120
15. ↑  《神奈川臨海鉄道30年史》 p.87
16. ↑  《創業20年のあゆみ》 p.10
17. ↑  《創業40年を迎えて》 p.6
18. ↑  DD13形ディーゼル機関車について （页面存档备份，存于）（日語） - 芳賀路之汽笛
19. ↑  東京工業大學鐵道研究部「1992年度下半期(1992.10.1〜1993.3.31) 私鉄車両のうごき」 《鐵道雜誌》1993年11月號（通卷325號）p.140
20. 1 2  《創業40年を迎えて》 p.53
21. ↑  藤岡雄一「臨海鉄道を楽しむ」 《鐵道畫刊》1993年3月號（通卷572號）p.20-21

## 外部連結
- 神奈川臨海鐵道 （页面存档备份，存于）（日語）

Template:日本貨物鐵道企業集團